# Klövervecklare
Klövervecklare (Cydia compositella) är en fjärilsart som först beskrevs av Fabricius 1775.  Klövervecklare ingår i släktet Cydia, och familjen vecklare. Arten är reproducerande i Sverige.